# Тан (титул)
Тан (англ. thane [θeɪn]) — исторический дворянский титул в Средние века в Шотландии: рыцарь, феодал, глава клана, шотландский лорд.  Титул использовался в Шотландии вплоть до XV века для обозначения феодала, наследника короны.
Также есть скандинавский и англосаксонский вариант титула — тэн (англ. thegn).

## Влияние на культуру
У Шекспира Макбет говорит о себе: «Я тан Кавдора» (The Thane of Cawdor) (Макбет, I.iii).
В 1742 году второй граф Кавдора написал книгу об истории танов Кавдора, которая была опубликована в 1859 году.
Также слово тан часто используется в фэнтези как титул главы клана, князя или короля гномов (дворфов).
В ролевой компьютерной игре The Elder Scrolls V: Skyrim протагонист (персонаж игрока) имеет возможность получить титул тана.
В Арде Искаженной (вселенной «Властелина Колец», «Хоббита» и «Сильмариллиона») — титул, издавна принадлежащий роду Туков в Заселье (Шире).